# 西班牙商業航空118號班機空難
西班牙商業航空118號班機空難是西班牙商業航空（Aviaco）一班來回馬德里-巴拉哈斯機場至拉科鲁尼亚機場的定期航班，1973年8月13日，一架卡拉維爾客機墜毀於拉科鲁尼亚機場附近，造成85名乘客死亡。